# San Vincenzo
San Vincenzo är en ort och kommun i provinsen Livorno i regionen Toscana i Italien. Kommunen hade 6 738 invånare (2018).